# Dissection
Dissection je bio švedski black metal-sastav koji je 1989. godine u Strömstadu osnovao Jon Nödtveidt. Razišao se 2006. godine nakon Nödtveidtova samoubojstva.

## Povijest

### Osnivanje i prvi demouradci (1989. – 1992.)
U švedskom gradu Strömstradu 1988. godine osnovana je thrash metal grupa Siren’s Yell čiji su članovi bili Jon Nödtveidt, Ole Öhman, Peter Palmdahl i Mattias “Mäbe” Johansson. Snimila je samo jedan demouradak prije raspada 1989. godine. Nödtveidt se kasnije pridružio skupini Rabbit’s Carrot u kojoj je Öhman svirao bubnjeve. Nödtveidtu i Öhmanu “nikad nije bilo ugodno u Rabbit's Carrotu, što objašnjava njihovo kratkotrajno prisustvo u tom sastavu, jer su htjeli da se glazba i tekstovi razviju na ekstremno mračan način. Jon bi pisao i skladao pjesme te bi ih uređivao s Oleom tijekom proba, no ostali članovi nisu smatrali da bi materijal pristajao grupi.” U rujnu 1989. Jon Nödtveidt osnovao je Dissection s basistom Palmdahlom. U proljeće 1990. pridružio im se bubnjar Öhman. U travnju iste godine snimljen je prvi službeni demouradak sastava, Severing into Shreds, koji je grupa odmah poslala podzemnim fanzinima širom svijeta “kako bi označila rođenje Dissectiona, [rođenje] sastava koji je planirao ostaviti veliki trag na sceni”. Skupini se kao koncertni gitarist pridružio Mattias “Mäbe” Johansson, bivši basist Siren’s Yella i tada član lokalnog death/thrash metal sastava Nosferatu. Dissectionov se prvi koncert održao u listopadu 1990. godine, kad je nastupio s death metal grupom Entombed.
U prosincu 1990. godine snimio je i objavio demouradak The Grief Prophecy. Taj je uradak sadržavao tri pjesme i nekoliko ilustracija slikara znanog kao Necrolord, koji će kasnije izraditi većinu naslovnica za albume Dissectiona.
U siječnju 1991. godine Dissectionu se priključio drugi gitarist John Zwetsloot; tim je činom grupa upotpunila svoju postavu “i mogla je nastaviti s razvijanjem svojeg karakterističnog dvojno-harmonijskog gitarističkog zvuka koji će kasnije postati bitan dio zvuka sastava”. Prvi koncert sa Zwetslootom održao se u veljači 1991. godine na lokalnom death metal okupljanju u Strömstadu, rodnom gradu skupine. Nakon što se demouradak proširio podzemnom metal scenom, francuska je diskografska kuća Corpsegrinder Records Dissectionu ponudila ugovor za snimanje EP-a.
U travnju je 1991. godine Dead, pjevač zloglasne norveške black metal grupe Mayhem, počinio samoubojstvo. Nekoliko dana kasnije Dissection je svirao Mayhemovu pjesmu "Freezing Moon" u počast Deadu na koncertu u Falkenbergu u Švedskoj i dao je izraditi eslužbenu specijalnu inačicu demouratka The Grief Prophecy s naslovnicom koju je nacrtao Dead. U rujnu iste godine skupina je snimila tri nove pjesme za promotivni demouradak Into Infinite Obscurity, koji je u prosincu 1991. godine kao sedmoinčni EP objavio Corpsegrinder Records u ograničenoj nakladi od 1000 primjeraka. U prosincu 1991. godine Nödtveidt i Öhman također su svirali uživo u Askimu u Norveškoj, na black metal koncertu kojim je rukovodio norveški black metal krug kojem se Nödtveidt pridružio i Euronymous, koji je bio vođa kruga i sastava Mayhem. Nödtveidt, Öhman i Euronymous zajedno su svirali "Freezing Moon" uživo.
Godine 1992. Dissection je snimio promotivni demouradak od četiri pjesme i potpisao ugovor za jedan album s diskografskom kućom No Fashion Records.

### The SomberlainiStorm of the Light's Bane(1993. – 1995.)
U ožujku 1993. godine sastav je snimio prvi studijski album, The Somberlain; snimio ga je i miksao album u studijima Hellspawn i Unisound s inženjerom zvuka Danom Swanöm. U to su se vrijeme članovi grupe, koji su tada živjeli u različitim gradovima, odlučili preseliti u Göteborg nakon ljeta 1993. godine; u tom su gradu dijelili prostor za probe sa skupinom At the Gates. Album je objavljen u prosincu 1993. godine i posvećen je Euronymousu, koji je ubijen ranije te godine.
Budući da su članovi skupine “primijetili da su vježbali sve više a da se John [Zwetsloot] nije niti pojavljivao [na probama]” i da su “čak morali otkazivati nastupe jer ga nije bilo ni na pripremnim probama”, "smatrali su da su im ruke vezane dokle god je John član sastava i da ne mogu učiniti ništa drugo nego ga izbaciti [iz njega]”. Posljednji koncert sa Zwetslootom održao se u Oslu 14. travnja 1994. Istog dana kad je Zwetsloot izbačen iz sastava Dissection je pozvao Johana Normana iz grupe Satanized (kratkotrajnog glazbenog projekta u kojem je sudjelovao i Nödtveidt); Norman se pojavio dan kasnije i “dokazao da je dostojna Johnova zamjena jer ga je krasila ambicija koje je Johnu nedostajalo”. Dissection je nastavio nastupati uživo, pisati i skladati pjesme za svoj drugi album i dvaput je ušao u studio kako bi snimio demouratke novih pjesama i obradu pjesme "Anti-Christ" za Slayerov počasni kompilacijski album Slatanic Slaughter, koji je objavila diskografska kuća Black Sun Records. U studenom 1994. godine Dissection je potpisao ugovor s Nuclear Blastom i usredotočio se na snimanje novog albuma. U ožujku 1995. sastav se vratio studijima Hellspawn/Unisound kako bi snimio drugi studijski album Storm of the Light's Bane, nakon čega je otišao na trodnevnu turneju po Ujedinjenom Kraljevstvu s Cradle of Filthom, ali je održao i par koncerata u Švedskoj.
Tijekom ljeta 1995. godine Nödtveidt i Norman pridružili su se novoosnovanoj sotonističkoj organizaciji Misanthropic Luciferian Order, skraćeno MLO. U rujnu 1995. bubnjar Ole Öhman napustio je skupinu te ga je zamijenio Tobias Kellgren (koji je također nekoć bio član grupe Satanized). Dissection ga je predstavio švedskim obožavateljima na koncertu s Morbid Angelom u Kårenu u Göteborgu 10. listopada 1995.
U studenom 1995. Nuclear Blast objavio je Storm of the Light’s Bane, nakon čega je u prosincu iste godine uslijedila dvotjedna europska turneja na kojoj je sastav nastupio u Njemačkoj, Austriji, Češkoj, Švicarskoj i Švedskoj. Na naknadnoj turneji, pod imenom World Tour of the Light’s Bane, sastav je nastupio u Europi i Americi; ta je turneja službeno završila 1997. godine.

### Where Dead Angels Lie, Nödtveidtova presuda za ubojstvo i prvi Dissectionov raspad (1996. – 2002.)
Početkom siječnja 1996. godine Dissection je održao nekoliko koncerata u Švedskoj prije svojeg odlaska na turneju po Ujedinjenom Kraljevstvu s At the Gatesom u veljači, nakon čega je otišao na još veću turneju po SAD-u s At the Gatesom i Morbid Angelom u ožujku iste godine. Nakon povratka na Skandinavski poluotok Dissection je nastupio u glazbenoj dvorani Rockefeller u Oslu s Darkthroneom i Satyriconom, čime je označio početak nove europske turneje u kojoj je bio jedan od predvodnih izvođača. U travnju, za vrijeme spomenute turneje, Dissection je objavio EP Where Dead Angels Lie, na kojem se nalaze studijska inačica i demoinačica naslovne pjesme, kao i drugi demouradci i dvije obrade.
Godine 1997. Dissection se pridružio turneji Gods of Darkness u kojoj su sudjelovali i sastavi Cradle of Filth, In Flames i Dimmu Borgir. Dissectionov i Dimmu Borgirov nastup 31. ožujka 1997. godine u Live Music Hallu u Kölnu u Njemačkoj snimio je i objavio Nuclear Blast kao koncertnu split videokasetu Live & Plugged Vol. II. Dissectionova je turneja World Tour of the Light's Bane završila koncertima na festivalu Wacken Open Air, na kojem je nastup snimljen i objavljen na koncertnom albumu Live Legacy, i festivalima Nuclear Blasta.
Iako je "prvo Dissectionovo doba tada bilo na svojem vrhuncu" i iako se "situacija barem naočigled činila stabilnom i dobrom zbog rastućeg uspjeha", prevladale su međusobne razlike. Zbog tih je razlika Palmdahl napustio sastav te ga je za vrijeme ljetnih festivala zamijenio Emil Nödtveidt, brat Jona Nödtveidta. Poslije ljeta Norman je "odjednom 'nestao' na nekoliko mjeseci te je Tobias lagao za njega, izjavljujući kako ne zna ništa o tome (iako je tijekom tog perioda cijelo vrijeme ostajao u bliskom kontaktu s Normanom). Razlog za taj 'nestanak' bio je taj što je Norman okrenuo leđa MLO-u i izdao ga, nakon čega je odglumio nestanak bojeći se njegove odmazde." Budući da je Nödtveidt bio MLO-ov član, Norman je također napustio i Dissection, te je Nödtveidt ostao jedini član sastava. Nödtveidt je ubrzo formirao novu postavu i rezervirao studio Fredman za snimanje predstojećeg trećeg studijskog albuma.
U srpnju 1997. godine Necropolis Records objavio je kompilaciju pjesama skupine pod imenom The Past Is Alive (The Early Mischief). Dana 18. prosinca 1997. Nödtveidt i Vlad (drugi član MLO-a) uhićeni su zbog ubojstva Josefa ben Meddoura, tridesetsedmogodišneg homoseksualca. Ubojstvo se dogodilo 22. srpnja iste godine. Nödtveidt je bio osuđen na deset godina zatvora.

### Ponovno okupljanje sastava,Reinkaos, konačni Dissectionov raspad i Nödtveidtovo samoubojstvo (2003. – 2006.)
Godine 2003. Nödtveidt (koji je još služio zatvorsku kaznu) i novi Dissectionov bubnjar Bård Faust počeli su planirati ponovno okupljanje sastava, no Faust je već u prosincu iste godine napustio sastav zbog neslaganja s konceptom grupe. Ubrzo nakon izlaska iz zatvora 2004. godine Nödtveidt je ponovno okupio grupu. Dissection je tada činila potpuno drugačija postava koju su činili isključivo članovi koji su bili u stanju "stati iza zahtjeva Dissectionova sotonističkog koncepta i živjeti u skladu s njima". Dissection je iste godine snimio singl od dvije pjesme pod imenom "Maha Kali" i otišao je na dugotrajnu turneju The Rebirth of Dissection.
Godine 2006. Dissection je objavio treći studijski album Reinkaos; album je objavila vlastita diskografska kuća sastava Black Horizon u suradnji s izdavačem The End Records. Grupa je slijedila nauk švedske organizacije znane kao Misanthropic Luciferian Order (MLO), koja je danas poznata kao Temple of the Black Light; zbog toga tekstovi pjesama na Reinkaosu sadrže magične formule preuzete iz MLO-ova grimorija Liber Azerate, a same su pjesme utemeljene na nauku organizacije.
U svibnju 2006., netom nakon objave Reinkaosa, skupina je najavila početak nove kratke turneje i svoje razilaženje nakon njezinog završetka. Za vrijeme turneje sastav je trebao održati dva koncerta u SAD-u, no ti su nastupi bili otkazani jer Nödtveidt nije mogao dobiti vizu za ulazak u državu; razlog za to bilo je njegovo prethodno služenje zatvorske kazne. Dissection je svoj posljednji koncert održao u Stockholmu na dan svetog Ivana Krstitelja, 24. lipnja 2006. Neki su bivši članovi Dissectiona kasnije osnovali vlastite sastave, također pod utjecajem MLO-ova nauka.
Dana 13. kolovoza 2006. Dissectionov pjevač i gitarist Jon Nödtveidt počinio je samoubojstvo. Prema švedskim novinama Expressen policija je izjavila kako je pored Nödtveidta pronađena i sotonistička biblija, za koju je stranica Blabbermouth.net pogrešno izvjestila da je u pitanju bila LaVeyeva Sotonistička Biblija. Kasnije je drugi Dissectionov član Set Teitan potvrdio da se zapravo radilo o sotonističkom grimoriju i da se vjeruje da je u pitanju bio primjerak knjige Liber Azerate koju je napisao Frater Nemidal, MLO-ov vođa. Nakon Nödtveidtove smrti svaka je mogućnost za ponovnim okupljanjem sastava izgubljena jer je bio jedini izvorni član koji je ostao u grupi od njezina osnutka; jedini je drugi izvorni član skupine, Peter Palmdahl, napustio skupinu 1997. godine, nekoliko mjeseci prije Nödtveidtova uhićenja.

## Glazbeni stil
Prema riječima Daniela Ekerotha, pisca knjige "Swedish Death Metal", sastav je "razvio vlastiti melankolični i atmosferični death metal stil" koji je "kombinirao snažne melodije s glazbenom brutalnošću". Dissection je smatrao kako je "karakterističan dvojno-harmonijski gitaristički zvuk bitan dio zvuka sastava" i da mu je zbog toga uvijek bio potreban drugi gitarist. Zbog prijelaza u žanr melodičnog death metala Tomas "Tompa" Lindberg smatra Dissection dijelom geteborške metal scene.

## Uključenost u aktivnosti MLO-a
Pjevač Dissectiona, Jon Nödtveidt, bio je član organizacije Misanthropic Luciferian Order, osnovane 1995. godine. Nödtveidta su s organizacijom u njezinoj ranoj fazi postojanja upoznali njegovi bliski prijatelji. Nödtveidt je jednom prilikom u intervjuu, upitan o svom statusu u MLO-u, izjavio: "MLO je kaos-gnostički red koji traži istinsko Luciferovo svjetlo istraživanjem, razvojem i prakticiranja svega mračnog i gnostičkog, kao i sotonističkim magičnim sustavima. Naš je cilj stvoriti sintezu mračnih tradicija svih eona, tako stvarajući okultističke ključeve koji će otključati vrata nadolazećeg beskrajnog mračnog eona. Moj status unutar reda jest status punopravnog člana drugog razreda i Sotoninog svećenika. Želi li postati kandidatom, osoba ponajprije već treba biti antikozmički sotonist i čarobnjak koji se aktivno bavi crnom magijom. On ili ona mora cijelim srcem suosjećati i dijeliti mizantropske i antikozmičke vrijednosti reda i tada biti spreman/spremna posvetiti cijelo svoje postojanje slijeđenju svoje istinske volje prema suglasnosti mračnih bogova. Postajanje početnikom dugačak je i težak proces i može potrajati nekoliko godina."
Neki su članovi Dissectiona bili uvelike uključeni u rad Misanthropic Luciferian Ordera. Bivši basist sastava, Haakon Forwald iz grupe  Disiplin, napustio je Dissection komentirajući kako je to učinio dijelom da bi se usredotočio na svoje ezoteričke studije.
Kad je policija istraživala MLO nakon ubojstva Josefa ben Meddoura, ispitivala je njegove bivše članove koji su joj opisali organizaciju i prepričavali okultističke ceremonije na kojima su bili prisutni. Rituali su uključivali meditaciju, prizivanje demona i žrtvovanje životinja – poglavito mačaka koje su bile kupljene putem malih oglasa. Nekoliko tjedana prije ubojstva Josefa ben Meddoura Vlad je postajao sve više ekstremističan u svojim govorima i opširno je raspravljao o ideji ljudskih žrtava nakon kojih bi članovi reda počinili masovno samoubojstvo. Tijekom susreta u Nödtveidtovu stanu nastao je popis mogućih žrtava; uključivao je bivšeg sljedbenika organizacije koji je dezertirao, članove Dissectiona pa čak i Nödtveidtovu djevojku.

## Članovi sastava
| Konačna postava - Jon Nödtveidt — vokali, gitara (1989. – 1997., 2003. – 2006.) - Tomas Asklund — bubnjevi (2004. – 2006.) - Set Teitan — gitara (2004. – 2006.) Bivši članovi - Peter Palmdahl — bas-gitara (1989. – 1997.) - Ole Öhman — bubnjevi (1990. – 1995.) - John Zwetsloot — gitara (1991. – 1994.) - Johan Norman — gitara (1994. – 1997.) - Tobias Kellgren — bubnjevi (1995. – 1997.) - Faust — bubnjevi (2003.) - Brice Leclercq — bas-gitara (2004. – 2005.) - Haakon Nikolas Forwald — bas-gitara (2005.) | Bivši koncertni članovi - Mäbe — gitara (1990. – 1991.) - Night — bas-gitara (1997.) - Erik Danielsson — bas-gitara (2005. – 2006.) - Brice Leclercq — bas-gitara (2006.) |

## Diskografija
Studijski albumi
- The Somberlain (1993.)
- Storm of the Light's Bane (1995.)
- Reinkaos (2006.)

EP-ovi
- Into Infinite Obscurity (1991.)
- Where Dead Angels Lie (1996.)
- Maha Kali (2004.)

Koncertni albumi
- Live Legacy (2003.)

Kompilacijski albumi
- The Past Is Alive (The Early Mischief) (1997.)

Demo albumi
- The Grief Prophecy (1991.)
- The Somberlain (1992.)
- Promo '93 (1993.)
- Storm of the Light's Bane Rough-Mix (1995.)
- Promo 2005 (2005.)

Split albumi
- The Masters of Darkness (1995.)
- Where Dead Angels Lie / Bastard Saints (1996.)

## Vanjske poveznice

### Sestrinski projekti
|  | Zajednički poslužitelj ima još gradiva o temi Dissection |

### Mrežna mjesta
- Službene stranice sastava  Arhivirana inačica izvorne stranice od 1. prosinca 2021. (Wayback Machine)
- Dissection na Facebooku